# Patrick Francis Moran

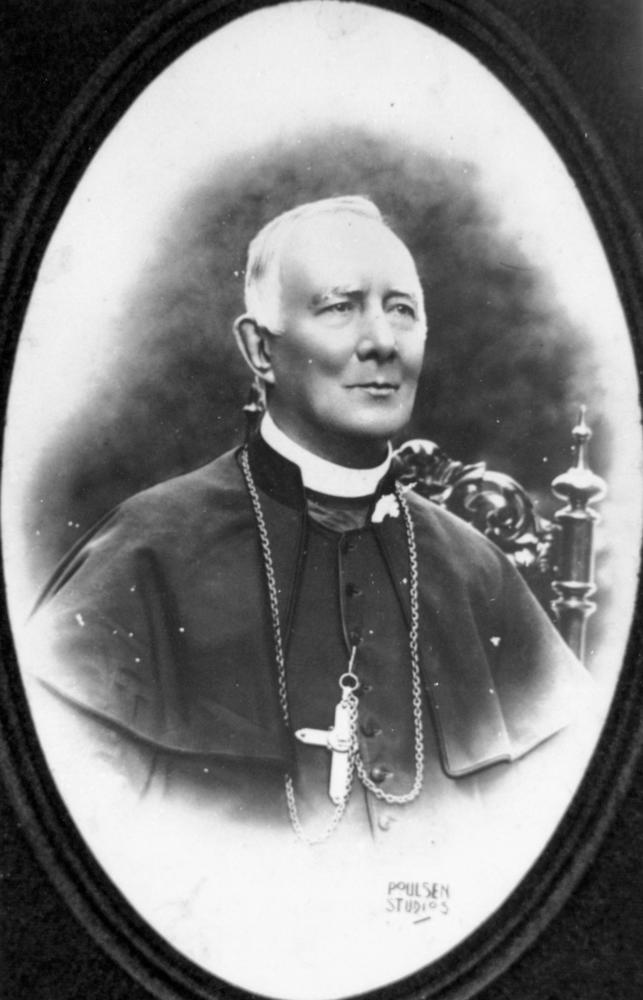
Patrick Francis Kardinal Moran (um 1900)

Kardinalswappen

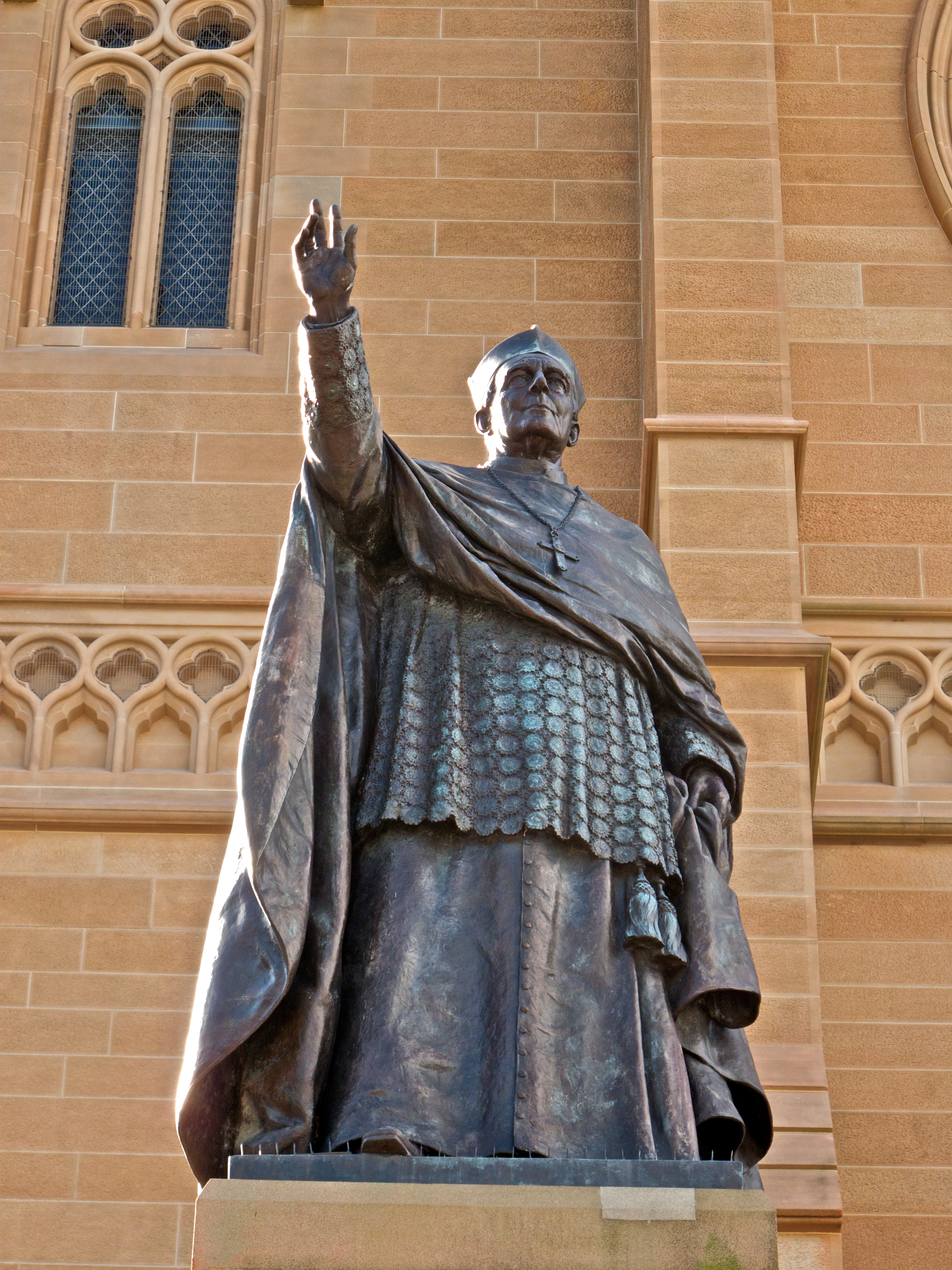
Statue von Kardinal Moran an der Saint Mary’s Cathedral

Patrick Francis Kardinal Moran (* 16. Dezember 1830 in Leighlinbridge, Irland; † 16. August 1911 in Sydney, Australien) war ein irischer römisch-katholischer Geistlicher und Erzbischof von Sydney.

## Leben

### Frühe Jahre
In Leighlinbridge im County Carlow geboren, ging Patrick Francis Moran 1842 nach Rom, wo er am Päpstlichen Irischen Kolleg ein Studium der Theologie absolvierte. Das Institut stand damals unter der Leitung von Paul Cullen, der ein Halbbruder von Morans Mutter war. Am 19. März 1853 empfing Moran in Rom das Sakrament der Priesterweihe für das Erzbistum Dublin. Er wurde Vizerektor des Irischen Kollegs und war in der Congregatio de Propaganda Fide tätig. 1866 kehrte Moran nach Irland zurück und wurde Sekretär von Paul Cullen, nunmehr Erzbischof von Dublin und Kardinal. Im selben Jahr wurde Moran von Papst Pius IX. zum Monsignore ernannt. 1869 begleitete er Kardinal Cullen auf das Erste Vatikanische Konzil. Im selben Jahr wurde er auch Mitglied der Royal Irish Academy.

### Koadjutor und Bischof von Ossory
Am 22. Dezember 1871 ernannte Papst Pius IX. Moran zum Titularbischof von Olba und bestellte ihn zum Koadjutorbischof von Ossory. Die Bischofsweihe empfing er am 5. März 1872 in der St. Mary’s Pro-Cathedral in Dublin durch Kardinal Cullen; Mitkonsekratoren waren James Walshe, Bischof von Kildare und Leighlin, und Thomas Furlong, Bischof von Ferns. Mit dem Tod Edward Walshs am 11. August 1872 folgte Moran diesem als Bischof von Ossory nach.

### Erzbischof von Sydney und Kardinal
Am 14. März 1884 ernannte ihn Papst Leo XIII. zum Erzbischof von Sydney und nahm ihn am 27. Juli des darauffolgenden Jahres als Kardinalpriester mit der Titelkirche Santa Susanna in das Kardinalskollegium auf. Er war damit der erste Kardinal einer australischen Diözese. In Sydney förderte er das geistige und religiöse Leben und ließ unter anderem Priesterseminare sowie eine Bibliothek einrichten. Außerdem war er stark an den anderen katholischen Bistümern Australiens interessiert und besuchte viele von ihnen. Nach dem Tod von Papst Leo XIII. 1903 konnte er aufgrund der weiten Anreise nicht am Konklave teilnehmen und traf erst nach der Wahl von Pius X. in Rom ein. 1905 vollzog er die Weihe des Anbaus der Saint Mary’s Cathedral. Acht Jahre später starb Kardinal Moran im Alter von 80 Jahren an einem Herzinfarkt. Er wurde in der Saint Mary’s Cathedral beigesetzt.

## Positionen
Moran war aufgrund seiner Erfahrungen mit religiösen Konflikten in Irland misstrauisch gegenüber anderen Konfessionen. 1901 weigerte er sich, die Einweihung des Commonwealth zu besuchen, weil er die anglikanische Kirche bevorzugt sah.

## Veröffentlichungen (Auswahl)
- Essays on the Origin, Doctrines, and Discipline of the Early Irish Church (1864)
- History of the Catholic Archbishops of Dublin, Since the Reformation (1864)